# Eurovision Song Contest 2009
Eurovision Song Contest 2009 là cuộc thi Ca khúc truyền hình châu Âu thứ 54.  Cuộc thi diễn ra ở thành phố Moskva- thủ đô của Nga.

## Các ứng viên

### Bán kết 1
| Draw | Quốc gia             | Ngôn ngữ                 | Nghệ sĩ                   | Ca khúc                     | Vị trí | Số điểm |
| ---- | -------------------- | ------------------------ | ------------------------- | --------------------------- | ------ | ------- |
| 01   | Montenegro           | Tiếng Anh                | Andrea Demirović          | "Just Get Out of My Life"   | 11     | 44      |
| 02   | Séc                  | Tiếng Digan Tiếng Anh    | Gipsy.cz                  | "Aven Romale"               | 18     | 0       |
| 03   | Bỉ                   | Tiếng Anh                | Copycat                   | "Copycat"                   | 17     | 1       |
| 04   | Belarus              | Tiếng Anh                | Petr Elfimov              | "Eyes That Never Lie"       | 13     | 25      |
| 05   | Thụy Điển            | Tiếng Pháp               | Malena Ernman             | "La voix"                   | 4      | 105     |
| 06   | Armenia              | Tiếng Armenia            | Inga và Anush Arshakyan   | "O Julissi"                 | 5      | 99      |
| 07   | Andorra              | Tiếng Catalunya          | Susanne Georgi            | "La teva decisió"           | 15     | 8       |
| 08   | Thụy Sĩ              | Tiếng Anh                | Lovebugs                  | "The Highest Heights"       | 14     | 15      |
| 09   | Thổ Nhĩ Kỳ           | Tiếng Anh                | Hadise                    | "Düm Tek Tek"               | 2      | 172     |
| 10   | Israel               | Tiếng Hebrew Tiếng Ả Rập | Achinoam Nini Mira Awad   | "There Must Be Another Way" | 7      | 75      |
| 11   | Bulgaria             | Tiếng Anh                | Krassimir Avramov         | "Illusion"                  | 16     | 7       |
| 12   | Iceland              | Tiếng Anh                | Jóhanna Guðrún Jónsdóttir | "Is It True?"               | 1      | 174     |
| 13   | Macedonia            | Tiếng Macedonia          | Next Time                 | "Нешто што ќе остане"       | 10     | 45      |
| 14   | România              | Tiếng Anh                | Elena Gheorghe            | "The Balkan Girls"          | 9      | 76      |
| 15   | Phần Lan             | Tiếng Anh                | Waldo's People            | "Lose Control"              | 12     | 42      |
| 16   | Bồ Đào Nha           | Tiếng Bồ Đào Nha         | Flor-de-Lis               | "Todas as ruas do amor"     | 8      | 70      |
| 17   | Malta                | Tiếng Anh                | Chiara Siracusa           | "What If We"                | 6      | 86      |
| 18   | Bosna và Hercegovina | Tiếng Bosna              | Regina                    | "Believe"                   | 3      | 125     |

### Bán kết 2
| Draw | Quốc gia   | Ngôn ngữ      | Nghệ sĩ                     | Ca khúc                   | Vị trí | Số điểm |
| ---- | ---------- | ------------- | --------------------------- | ------------------------- | ------ | ------- |
| 01   | Croatia    | Tiếng Croatia | Igor Cukrov Andrea Šušnjara | "Lijepa Tena"             | 13     | 33      |
| 02   | Ireland    | Tiếng Anh     | Sinéad Mulvey Black Daisy   | "Et Cetera"               | 11     | 52      |
| 03   | Latvia     | Tiếng Nga     | Intars Busulis              | "Пробка"                  | 19     | 7       |
| 04   | Serbia     | Tiếng Serbia  | Marko Kon Milan Nikolić     | "Ципела"                  | 10     | 60      |
| 05   | Ba Lan     | Tiếng Anh     | Lidia Kopania               | "I Don't Wanna Leave"     | 12     | 43      |
| 06   | Na Uy      | Tiếng Anh     | Alexander Rybak             | "Fairytale"               | 1      | 201     |
| 07   | Síp        | Tiếng Anh     | Christina Metaxa            | "Firefly"                 | 14     | 32      |
| 08   | Slovakia   | Tiếng Slovak  | Kamil Mikulčík Pocisková    | "Leť tmou"                | 18     | 8       |
| 09   | Đan Mạch   | Tiếng Anh     | Niels Brinck                | "Believe Again"           | 8      | 69      |
| 10   | Slovenia   | Tiếng Anh     | Quartissimo Martina Majerle | "Love Symphony"           | 16     | 14      |
| 11   | Hungary    | Tiếng Anh     | Zoli Ádok                   | "Dance with Me"           | 15     | 16      |
| 12   | Azerbaijan | Tiếng Anh     | Aysel Teymurzadeh Arash     | "Always"                  | 2      | 180     |
| 13   | Hy Lạp     | Tiếng Anh     | Sakis Rouvas                | "This Is Our Night"       | 4      | 110     |
| 14   | Litva      | Tiếng Nga     | Sasha Song                  | "Love"                    | 9      | 66      |
| 15   | Moldova    | Tiếng România | Nelly Ciobanu               | "Hora din Moldova"        | 5      | 106     |
| 16   | Albania    | Tiếng Anh     | Kejsi Tola                  | "Carry Me in Your Dreams" | 7      | 73      |
| 17   | Ukraina    | Tiếng Anh     | Svetlana Loboda             | "Be My Valentine"         | 6      | 80      |
| 18   | Estonia    | Tiếng Estonia | Urban Symphony              | "Rändajad"                | 3      | 115     |
| 19   | Hà Lan     | Tiếng Anh     | De Toppers                  | "Shine"                   | 17     | 11      |

### Chung kết
| STT | Quốc gia             | Ngôn ngữ                 | Nghệ sĩ                     | Bài hát                     | Vị trí | Điểm số |
| --- | -------------------- | ------------------------ | --------------------------- | --------------------------- | ------ | ------- |
| 01  | Litva                | Tiếng Nga                | Sasha Song                  | "Love"                      | 23     | 23      |
| 02  | Israel               | Tiếng Hebrew Tiếng Ả Rập | Achinoam Nini Mira Awad     | "There Must Be Another Way" | 16     | 53      |
| 03  | Pháp                 | Tiếng Pháp               | Patricia Kaas               | "Et s'il fallait le faire"  | 17     | 55      |
| 04  | Thụy Điển            | Tiếng Pháp               | Malena Ernman               | "La voix"                   | 21     | 33      |
| 05  | Croatia              | Tiếng Croatia            | Igor Cukrov Andrea Šušnjara | "Lijepa Tena"               | 18     | 45      |
| 06  | Bồ Đào Nha           | Tiếng Bồ Đào Nha         | Flor-de-Lis                 | "Todas as ruas do amor"     | 15     | 57      |
| 07  | Iceland              | Tiếng Anh                | Jóhanna Guðrún Jónsdóttir   | "Is It True?"               | 2      | 218     |
| 08  | Hy Lạp               | Tiếng Phần Lan           | Sakis Rouvas                | "This Is Our Night"         | 7      | 120     |
| 09  | Armenia              | Tiếng Armenia            | Inga và Anush Arshakyan     | "Ջան Ջան"                   | 10     | 92      |
| 10  | Nga                  | Tiếng Nga Tiếng Ukraina  | Anastasia Prikhodko         | "Мамо"                      | 11     | 91      |
| 11  | Azerbaijan           | Tiếng Anh                | Aysel Teymurzadeh Arash     | "Always"                    | 3      | 97      |
| 12  | Bosna và Hercegovina | Tiếng Bosna              | Regina                      | "Bistra voda"               | 9      | 106     |
| 13  | Moldova              | Tiếng România            | Nelly Ciobanu               | "Hora din Moldova"          | 14     | 69      |
| 14  | Malta                | Tiếng Anh                | Chiara Siracusa             | "What If We"                | 22     | 31      |
| 15  | Estonia              | Tiếng Estonia            | Urban Symphony              | "Rändajad"                  | 6      | 129     |
| 16  | Đan Mạch             | Tiếng Anh                | Niels Brinck                | "Believe Again"             | 13     | 74      |
| 17  | Đức                  | Tiếng Anh                | Alex Christensen Oscar Loya | "Miss Kiss Kiss Bang"       | 20     | 35      |
| 18  | Thổ Nhĩ Kỳ           | Tiếng Anh                | Hadise                      | "Düm Tek Tek"               | 4      | 177     |
| 19  | Albania              | Tiếng Anh                | Kejsi Tola                  | "Carry Me in Your Dreams"   | 17     | 48      |
| 20  | Na Uy                | Tiếng Anh                | Alexander Rybak             | "Fairytale"                 | 1      | 387     |
| 21  | Ukraina              | Tiếng Anh                | Svetlana Loboda             | "Be My Valentine"           | 12     | 76      |
| 22  | România              | Tiếng România            | Elena Gheorghe              | "The Balkan Girls"          | 19     | 40      |
| 23  | Anh                  | Tiếng Anh                | Jade Ewen                   | "It's My Time"              | 6      | 160     |
| 24  | Phần Lan             | Tiếng Anh                | Waldo's People              | "Lose Control"              | 25     | 22      |
| 25  | Tây Ban Nha          | Tiếng Tây Ban Nha        | Soraya Arnelas              | "La noche es para mí"       | 24     | 23      |